# Michelangelo Garove
Michelangelo Garove (né le 29 septembre 1648 à Chieri et mort le 21 septembre 1713  à Turin) est un architecte et ingénieur italien de la fin du XVIIe et du début du XVIIIe siècle.

## Biographie
Michelangelo Garove travaille d'abord pour le duc de Savoie, puis réalise avec Melchiorre Galleani le maître-autel de l'église Saint-Philippe à Turin. De 1683 à 1699, on lui doit quelques-uns des plus beaux hôtels particuliers de Turin comme le palais Morozzo della Rocca (vers 1699), le palais Taparelli d'Azeglio (1683) et le palais Asinari di San Marzano (1684). En 1713, il établit les plans de la nouvelle Université de Turin commandée par Victor-Amédée II.

## Œuvres
- Palais Asinari di San Marzano ( Turin)

- Palais royal de Venaria (1675)

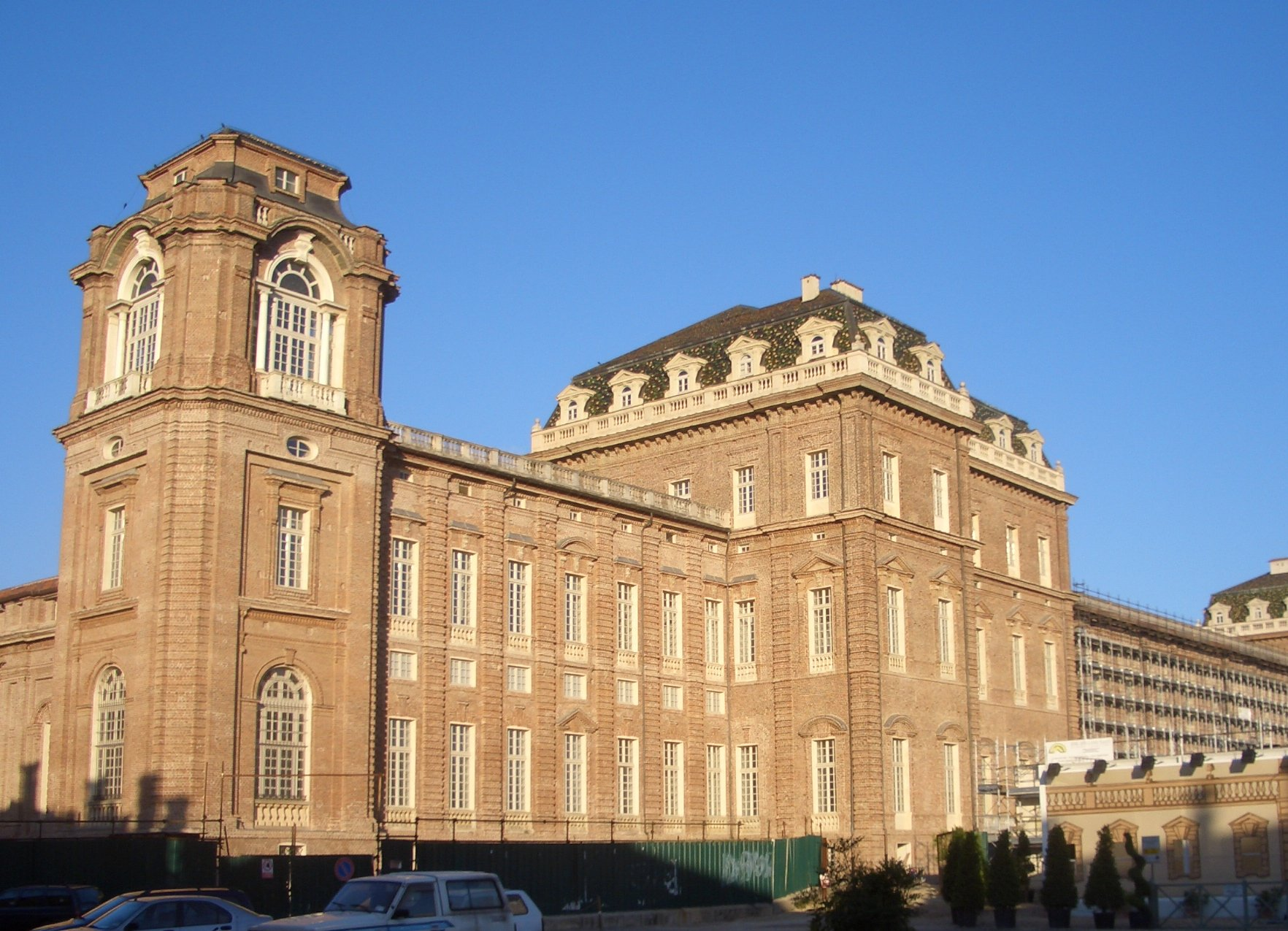
Le Palais royal de Venaria

- Paroisse de San Martino (La Morra) (1684-1695)
- Sanctuaire de la Madonna di San Giovanni à Sommariva del Bosco (v.1685)
- Maître-autel de l'église paroissiale de San Remigio à Carignano (1687-1688) (détruit)
- Rénovation du château Borgo dans le parc de La Mandria (1709)

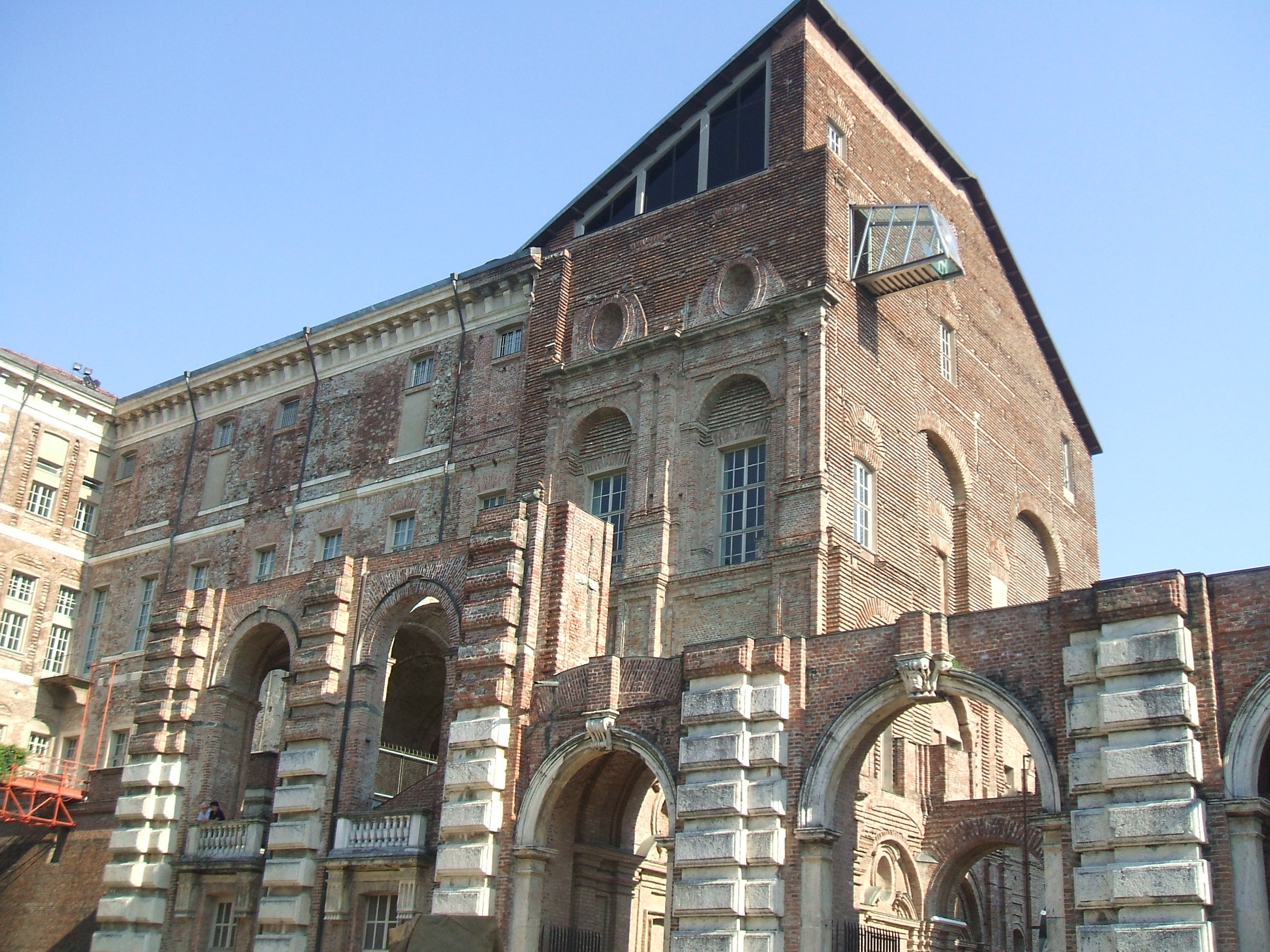
façade du château de Rivoli

- Rénovation du château de Rivoli (1703-1713)[2]
- Route Royale entre le château de Rivoli et la Basilique de Superga (1711)
- Place Savoie de Turin (1711)